# Astragalus darwinianus
Astragalus darwinianus es una especie de planta del género Astragalus, de la familia de las leguminosas, orden Fabales.

## Distribución
Astragalus darwinianus se distribuye por Argentina (Santa Cruz).

## Taxonomía
Fue descrita científicamente por Gómez-Sosa. Fue publicada en Novon 17: 179 (2007).